# St. Andrews Major

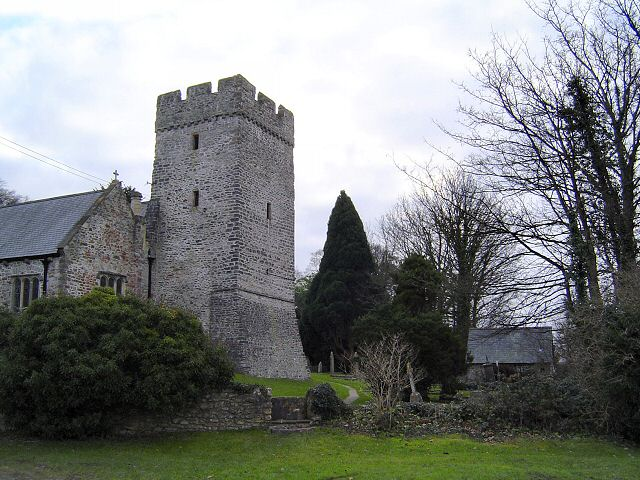
St Andrew's Major Church.

St. Andrew's Major (walisisch Saint Andras) ist ein Dorf und eine Gemeinde (parish) in der Kommune Dinas Powys im Vale of Glamorgan, zwischen Barry und Cardiff im Südosten von Wales.

## Geographie
Das Dorf liegt zwischen den ersten Hügeln nördlich der Küste, im Dreieck zwischen Dinas Powys, Gibbons Down und Twyn-yr-odyn. In der Umgebung gibt es mehrere Golfplätze (St.Andrews Major Golf Club, Wenvoe Castle Golf Club, Dinas Powys Golf Club). Von Dinas Powys führt die Britwy Road nach Westen durch Westra nach St. Andrews Major.
Im Ort gibt es eine Kirche aus dem 14. Jahrhundert und eine Grundschule. Im frühen 19. Jahrhundert war das Haus an der Kirche ein Coaching Inn (Kutschen-Herberge), aber der ansässige Lord of the Manor ließ die Gaststätte schließen, weil nach der Überlieferung seine Landarbeiter zu viel Zeit und Geld in der Gaststätte verbrachten und ihre Arbeit vernachlässigten. Das Anwesen ist mittlerweile in Privatbesitz und es gibt kein Gasthaus mehr im Ort.
1801 hatte das Dorf noch eine Bevölkerung von 420 Einwohnern und 1833 sogar 474; heute ist es jedoch nur noch ein kleines Dorf mit weniger als 150 Einwohnern.

### Geologie
Das Land des Parish ist eine gute, braune, trockene Erde, die sich gut für den Getreideanbau eignet. Das unterliegende Gestein ist Kalkstein. Der Boden steigt nach Norden hin an und zur Küste nach Süden ist das Gebiet flach und eben. Gelegentlich wird dieses Gebiet vom Dinas Powis Brook überflutet, welcher durch den südöstlichen Teil des Parish verläuft und zwischen den Parishes Cadoxton und Sully in den Bristolkanal mündet.
Die nahegelegene St Andrews Quarry diente zur Gewinnung von Straßensplit und für die Fassungen der Fenster der Kirche St Peter’s Church in Dinas Powys.

## St. Andrew’s Church
Die Kirche ist dem Heiligen Andrew geweiht und erhält ihre Pfründe (Benefice) von St. Andrews Major und von Michaelston-le-Pit. Am Ostende des Nordganges, parallel zur Kanzel, befindet sich eine Privatkapelle, die früher Besitz und Begräbnisstätte der Familie Rowel war, diese Familie ist schon lange ausgestorben. Die Nachfolger im Eigentum war die Familie Bouville, denen ein Großteil des Parish gehörte. Im Boden dieser Kapelle gibt es einen Grabstein, mit einer Inschrift zu einem Ehepaar, die beide ein hohes Alter erreichten:

„Hier liegt der Leichnam von John Gibbon James, begraben am 14. August, 1601. Und Margaret Mathew, seine Frau, begraben am 8. januar 1631. Er hatte das Alter von Neunundneunzig, sie hatte das Alter von hundertvierundzwanzig.“

Es gibt die Überlieferung, dass John Wesley in der Kirche gepredigt haben soll.
Die Rectory (Pfarrhaus) hinter der Kirche wurde 1830 gebaut und der zugehörige Garten wird für Dorffeste genutzt. Die alte Old Rectory (Old Parsonage) aus dem 15. Jahrhundert besteht ebenfalls nach. Sie steht hinter dem neueren Bau.